# Рейд (посёлок)
Рейд — поселок в Осинском городском округе Пермского края России.

## Географическое положение
Поселок расположен у левого берега Камы на расстоянии менее 2 километров по прямой на север от села Горы.

## История
С 2006 по 2019 год входил в состав Горского сельского поселения Осинского района. После упразднения обоих муниципальных образований стал рядовым населенным пунктом Осинского городского округа. 

## Климат
Климат умеренно - континентальный. Средняя температура в зимние месяцы –10ºC. Средняя температура в летние месяцы +20ºC. Однако в летнее время не исключены и заморозки.
Количество атмосферных осадков за год около 598 мм, из них большая часть приходится на тёплый период (июнь-июль).
Образование устойчивого снежного покрова происходит в начале ноября. Средняя продолжительность снежного покрова 160-170 дней. Средняя из наибольших декадных высот снежного покрова за зиму — 64 см. Таяние снега начинается в конце апреля .

## Население
Постоянное население составляло 394 человека (89% русские) в 2002 году, 261 человек в 2010 году. В летнее время население увеличивается почти вдвое за счет дачников. 